# Zastawka trójdzielna

12 – zastawka trójdzielna

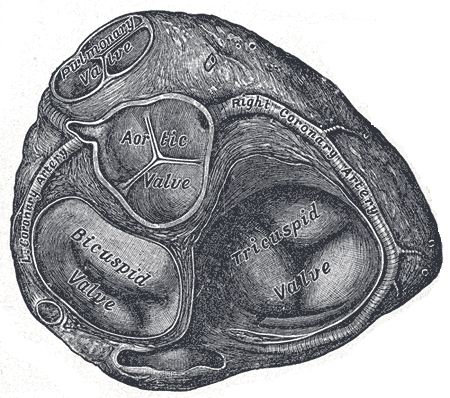
Widok serca od góry po usunięciu przedsionków (zastawka trójdzielna pokazana na dole rysunku po prawej stronie)

Zastawka trójdzielna, zastawka przedsionkowo-komorowa prawa (łac. valva tricuspidalis, valvaatrioventricularis dextra) – w anatomii człowieka zastawka w sercu zapobiegająca cofaniu się krwi z komory prawej do przedsionka prawego.

## Anatomia
Zbudowana jest zazwyczaj z 3 płatków (możliwe jest występowanie innej liczby płatków, najczęściej od 2–4, ich liczba może zmieniać się w ciągu życia): przedniego, tylnego i przyśrodkowego, nazywanego częściej płatkiem przegrodowym (łac. cuspis septalis valvae tricuspidalis), które przymocowane są do pierścienia włóknistego (łac. annulus fibrosus), pomagającego zachować kształt ujściu przedsionkowo-komorowemu prawemu (łac. ostium atrioventriculare dextrum). Płatki łączą się u swej podstawy w miejscach nazwanych spoidłami (łac. commissurae). Nazwy płatków wywodzą się od ich względnego położenia w sercu, nie zaś od ich zorientowania względem osi ciała. Brzegi wolne płatków przymocowane są do strun ścięgnistych, a te zaś do odpowiednich mięśni brodawkowatych, co zabezpiecza płatki zastawki przed otwieraniem do światła przedsionka prawego. Wady tych połączeń lub zawały obejmujące mięśnie brodawkowate prowadzą do wypadania płatka zastawki i w efekcie jej niedomykalności i niewydolności zastawki. Zazwyczaj jeden płatek jest połączony strunami ścięgnistymi z dwoma sąsiadującymi mięśniami brodawkowatymi, co zabezpiecza przed rozdzielaniem się płatków w czasie silnego skurczu komory i nieszczelnością zastawki. Prawidłowo zamknięta zastawka trójdzielna umożliwia skierowanie krwi z komory prawej do pnia płucnego.